# كاثرين مارشان
كاثرين مارشان (بالألمانية: Kathrin Marchand)‏ هي مجدفة ألمانية، ولدت في 15 نوفمبر 1990 في كولونيا في ألمانيا.

## وصلات خارجية
- كاثرين مارشان على موقع الاتحاد الدولي للتجديف (الإنجليزية)
- كاثرين مارشان على موقع اللجنة الأولمبية الدولية (الإنجليزية)
- كاثرين مارشان على موقع أوليمبيديا (الإنجليزية)
- كاثرين مارشان على موقع اللجنة الأولمبية الألمانية (الألمانية)